# Giovanni Carlone

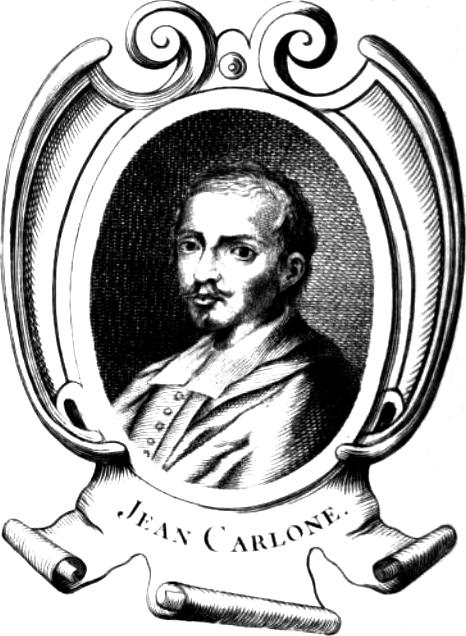
Giovanni Carlone

Giovanni Carlone (Génova, 1584-Milán, 1631) fue un pintor italiano, hijo de Taddeo Carlone y hermano de Giovanni Battista Carlone.
Su formación artística se debe a su padre y a Pietro Sorri, el cual, residió en Génova desde 1596 hasta 1598. Más tarde, continuó su formación en Roma y Florencia, bajo las órdenes de Doménico Cresti.
La mayor parte de su obra está en Génova (Basílica della Santissima Annunziata del Vastato) y en Liguria.
- Datos: Q926776
- Multimedia: Giovanni Carlone / Q926776